# Suleczyno (gromada)
Suleczyno (nie Sulęczyno!) – dawna gromada, czyli najmniejsza jednostka podziału terytorialnego Polskiej Rzeczypospolitej Ludowej w latach 1954–1972.
Gromady, z gromadzkimi radami narodowymi (GRN) jako organami władzy najniższego stopnia na wsi, funkcjonowały od reformy reorganizującej administrację wiejską przeprowadzonej jesienią 1954 do momentu ich zniesienia z dniem 1 stycznia 1973, tym samym wypierając organizację gminną w latach 1954–1972.
Gromadę Suleczyno  z siedzibą GRN w Suleczynie (w obecnym brzmieniu Sulęczyno) utworzono – jako jedną z 8759 gromad na obszarze Polski – w powiecie kartuskim w woj. gdańskim na mocy uchwały nr 17/III/54 WRN w Gdańsku z dnia 5 października 1954. W skład jednostki weszły obszary dotychczasowych gromad Bukowa Góra, Sucha, Suleczyno, Zdunowice i Węsiory ze zniesionej gminy Suleczyno oraz obszar dotychczasowej gromady Kłodno ze zniesionej gminy Parchowo w tymże powiecie. Dla gromady ustalono 19 członków gromadzkiej rady narodowej.
1 stycznia 1959 do gromady Suleczyno włączono obszar zniesionej gromady Podjazy oraz wieś Borek Kamienny z gromady Gowidlino w tymże powiecie.
1 stycznia 1962 do gromady Sulęczyno włączono miejscowości Augustowo, Mściszewice, Betleem, Gliniewo, Korkowo, Skoczkowo, Sucha, Golica, Łysa Góra, Puck, Bębny, Końska Głowa, Szerzawa, Szeroka Miedza i Lewinowo ze zniesionej gromady Mściszewice w tymże powiecie.
Gromada przetrwała do końca 1972 roku, czyli do kolejnej reformy gminnej. 1 stycznia 1973 w powiecie kartuskim w woj. gdańskim reaktywowano zniesioną w 1954 roku gminę Sulęczyno (tym razem pisownia przez –ę–) (od 1999 w woj. pomorskim).